# المخيم الكشفي العالمي الخامس والعشرون
المخيم الكشفي العالمي الخامس والعشرون هو المخيم الكشفي العالمي المقرر عقده في عام 2023.
الدول المرشحة للمخيم العالمي 2023 هي بولندا وكوريا الجنوبية. وكانت المنظمة العالمية للحركة الكشفية قد اختارت البلد المضيف في عام 2014 في المؤتمر الكشفي العالمي الأربعون في ليوبليانا، سلوفينيا، ولكن تم تأجيل المخيم الكشفي العالمي الثالث والعشرون الماضي حيث كل الوحدات لا تزال تقدم بعروض. سيتم الآن اتخذ القرار في المؤتمر الكشفى العالمى الحادي والأربعون في باكو، أذربيجان، والذي سيعقد في شهر أغسطس عام 2017.